# Chiesa di San Ponziano (Carbonia)

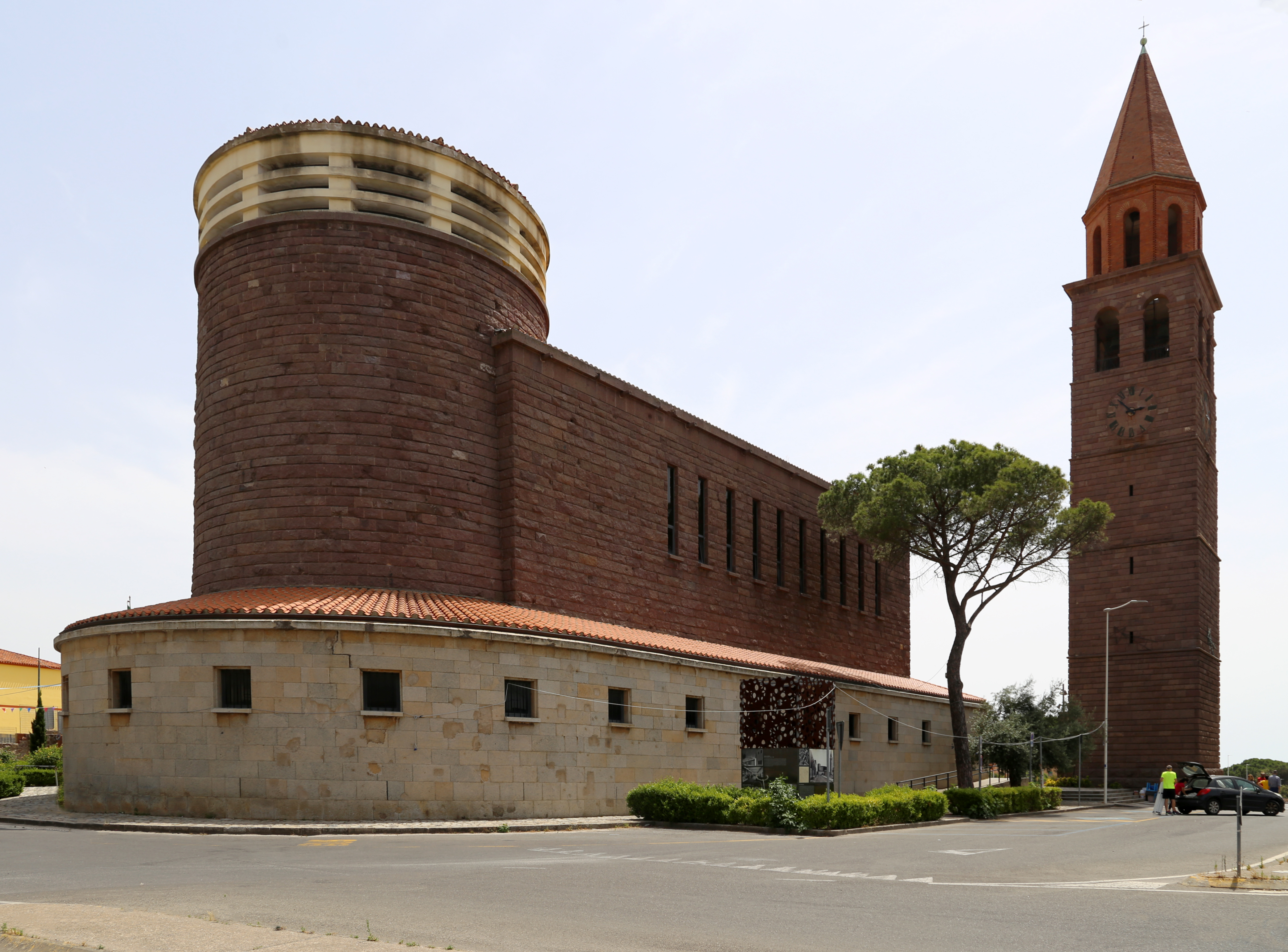
Il retro

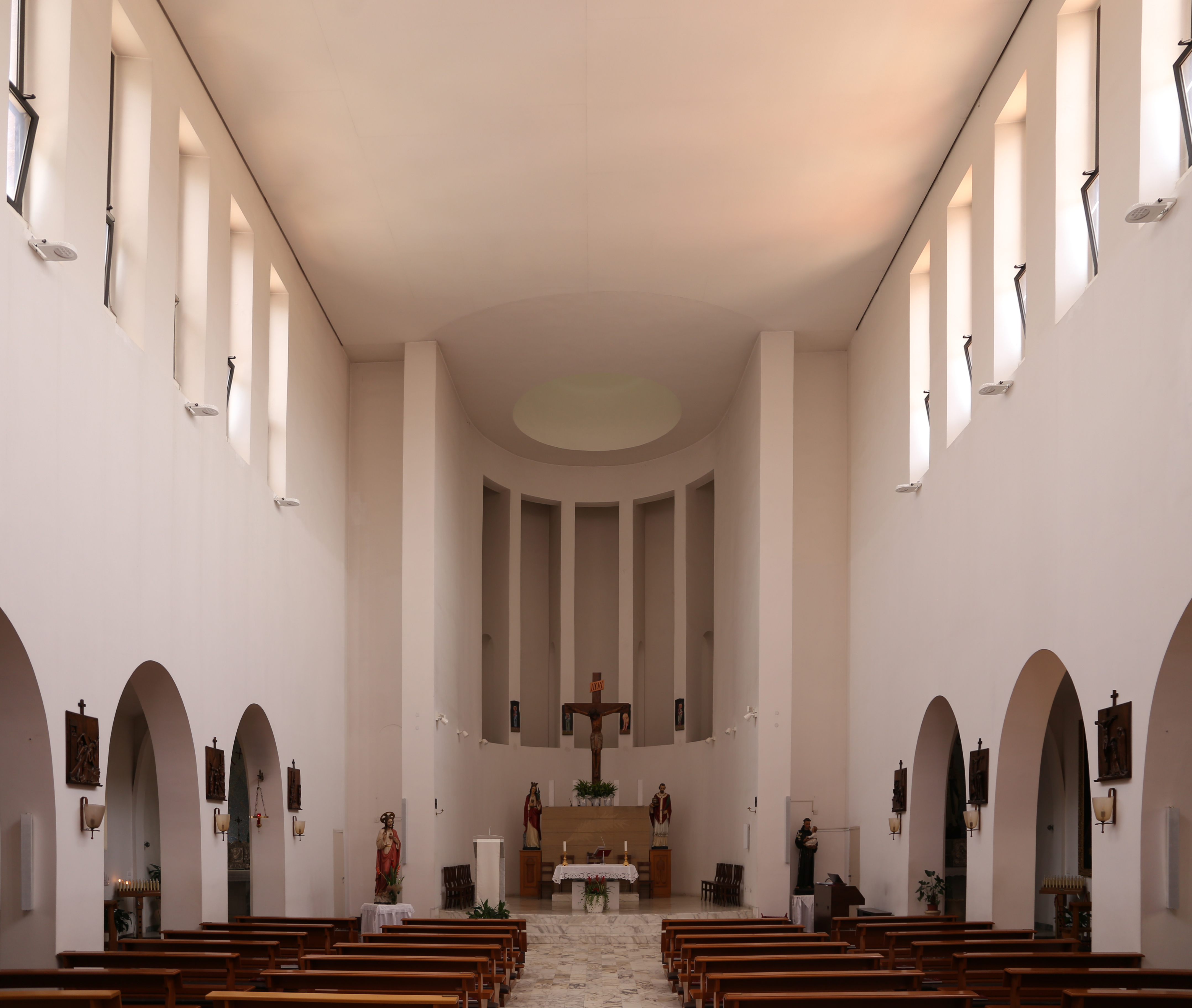
Interno

La chiesa di San Ponziano, costruita in stile neoromanico, si trova nella centrale piazza Roma a Carbonia, di cui è la principale chiesa parrocchiale nonché sede dell'arcipretura.

## Storia
La cerimonia di posa della prima pietra dell'edificio, eretto su progetto Cesare Valle e Ignazio Guidi, avvenne il 29 gennaio 1938 ad opera di Monsignor Giovanni Pirastru, all'epoca vescovo di Iglesias, che ne decise la consacrazione a san Ponziano, in virtù del suo esilio nelle miniere sarde inflittogli dall'imperatore Massimino il Trace, affiancandolo a santa Barbara come patrono della neonata cittadina. Carbonia era stata infatti edificata come città di fondazione nell'ambito dell'importante programma previsto dal governo fascista per lo sfruttamento del bacino carbonifero del Sulcis, importanza testimoniata dalla presenza di Mussolini quando la chiesa, insieme con tutta la città, venne inaugurata il 18 dicembre 1938.

## Descrizione
La chiesa, un esempio della cosiddetta architettura fascista, presenta una forma rettangolare con l'interno suddiviso in una navata centrale e due laterali. 
All'esterno i materiali maggiormente utilizzati sono il granito e la trachite, con quest'ultima che caratterizza buona parte degli edifici del centro cittadino. 
La chiesa fu danneggiata in maniera importante dai bombardamenti del 1943, che distrussero il rosone originale. A fianco della chiesa sorge il campanile a pianta quadrata, alto 44,7 metri, realizzato anch'esso in trachite (a parte la cuspide) e che riproduce in scala quello della basilica di Santa Maria Assunta di Aquileia.
Al suo interno è custodita una pregevole Via Crucis lignea, disegnata da Eugenio Tavolara e scolpita da Pasquale Tilocca, creata nel 1938 e collocata nella chiesa contestualmente all'inaugurazione della città.